# Stopplaats Middelie

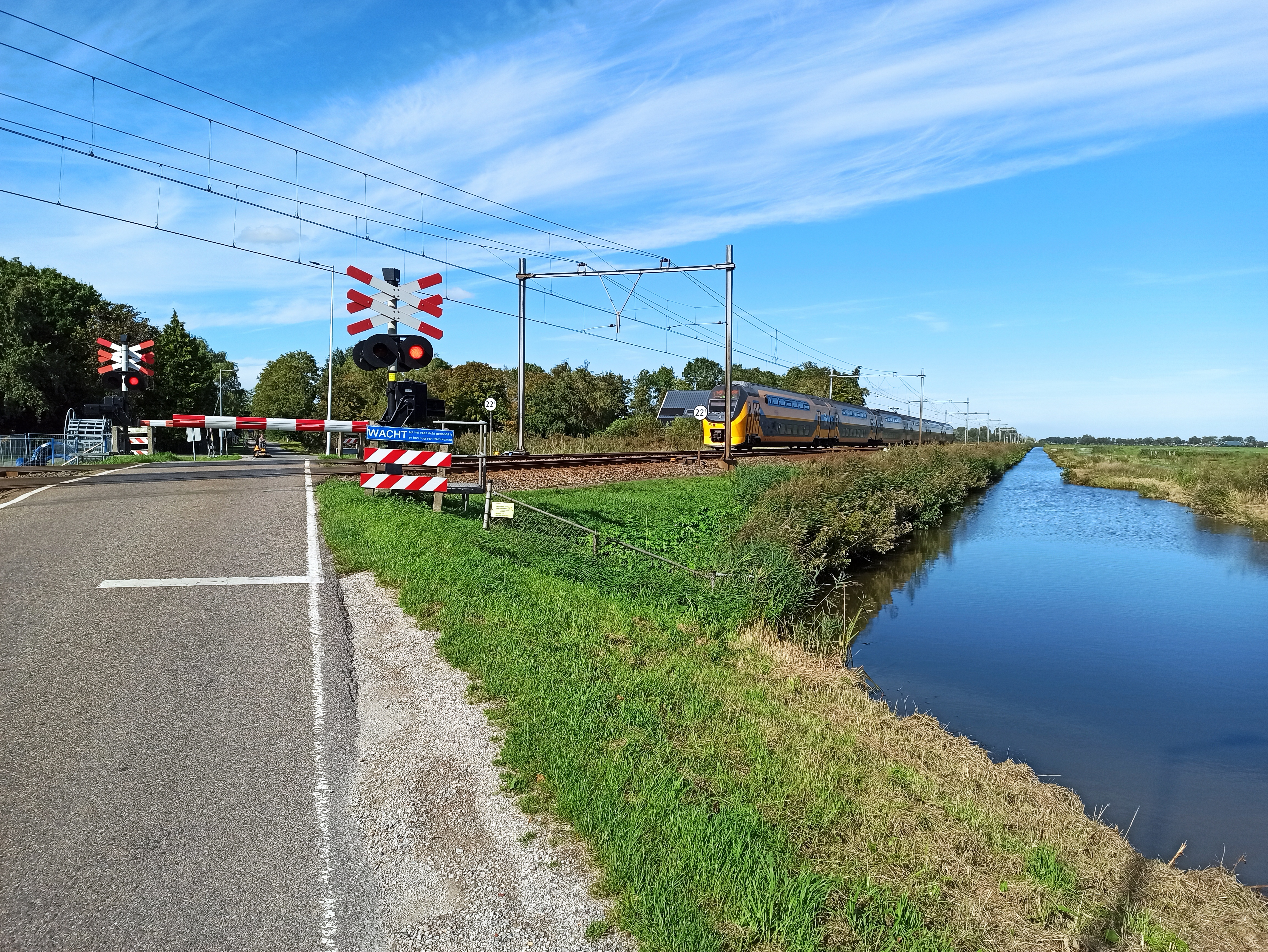
De locatie van de voormalige Stopplaats Middelie

Stopplaats Middelie is een voormalige stopplaats in de plaats Middelie aan de spoorlijn Zaandam - Enkhuizen. De stopplaats was geopend van 20 mei 1884 tot 15 mei 1936. De halte was gelegen aan de noordelijke rand van Middelie. De weg was toen nog niet doorgetrokken naar Oosthuizen. In 1938 is het stationsgebouw gesloopt. 